# Международный аэропорт имени Ференца Листа

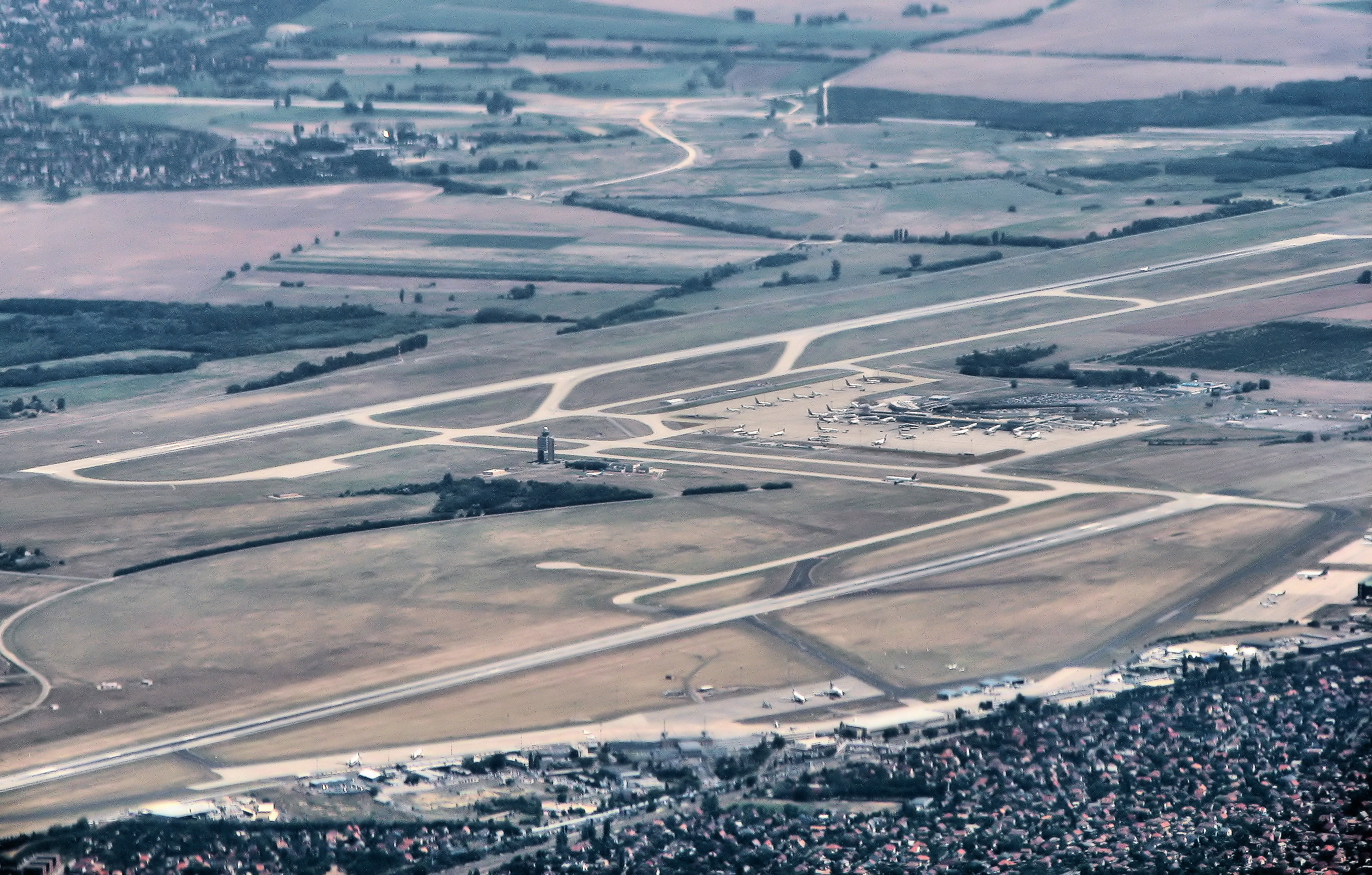
Вид на аэропорт с высоты птичьего полёта

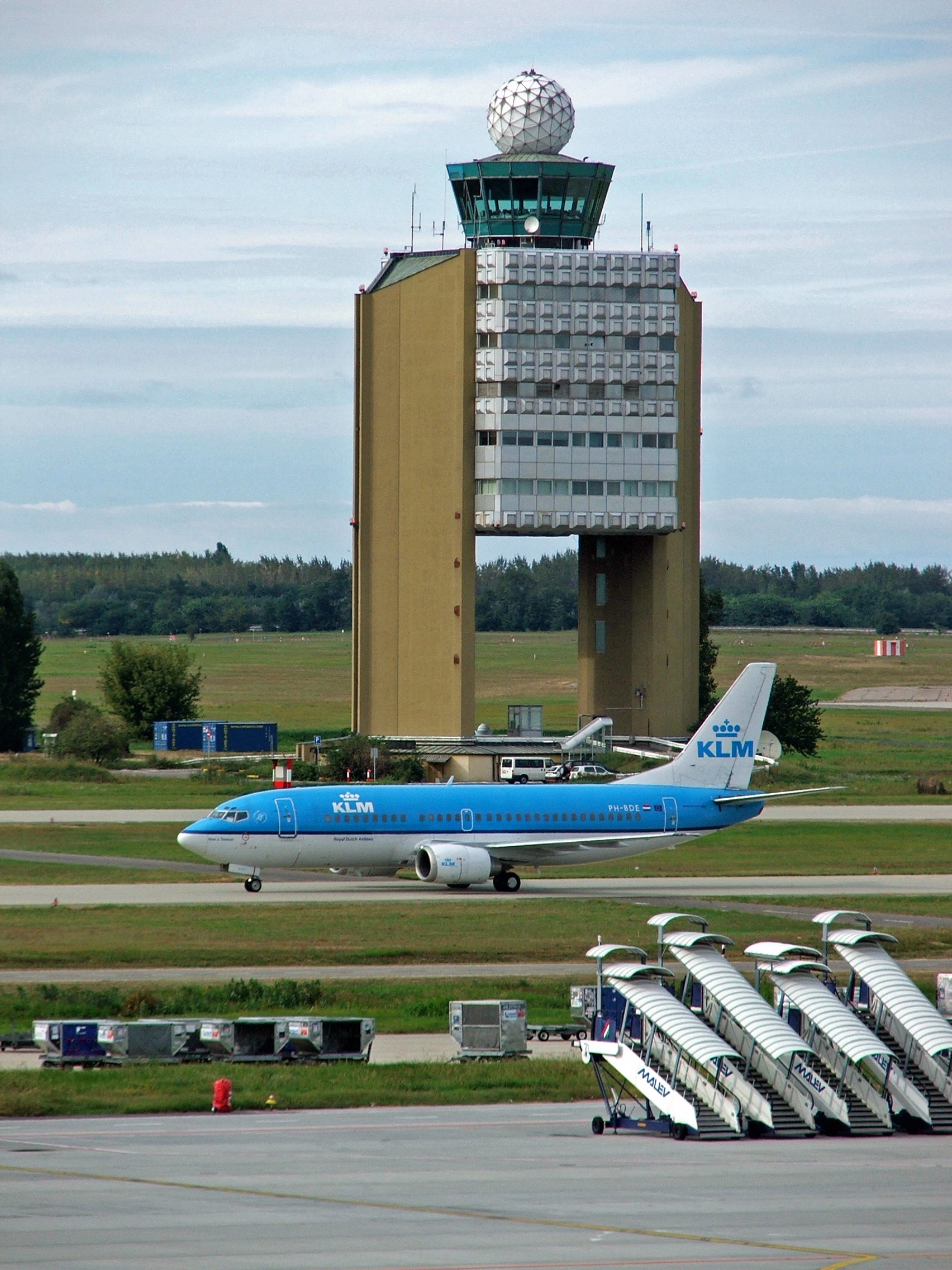
Контрольно-диспетчерский пункт

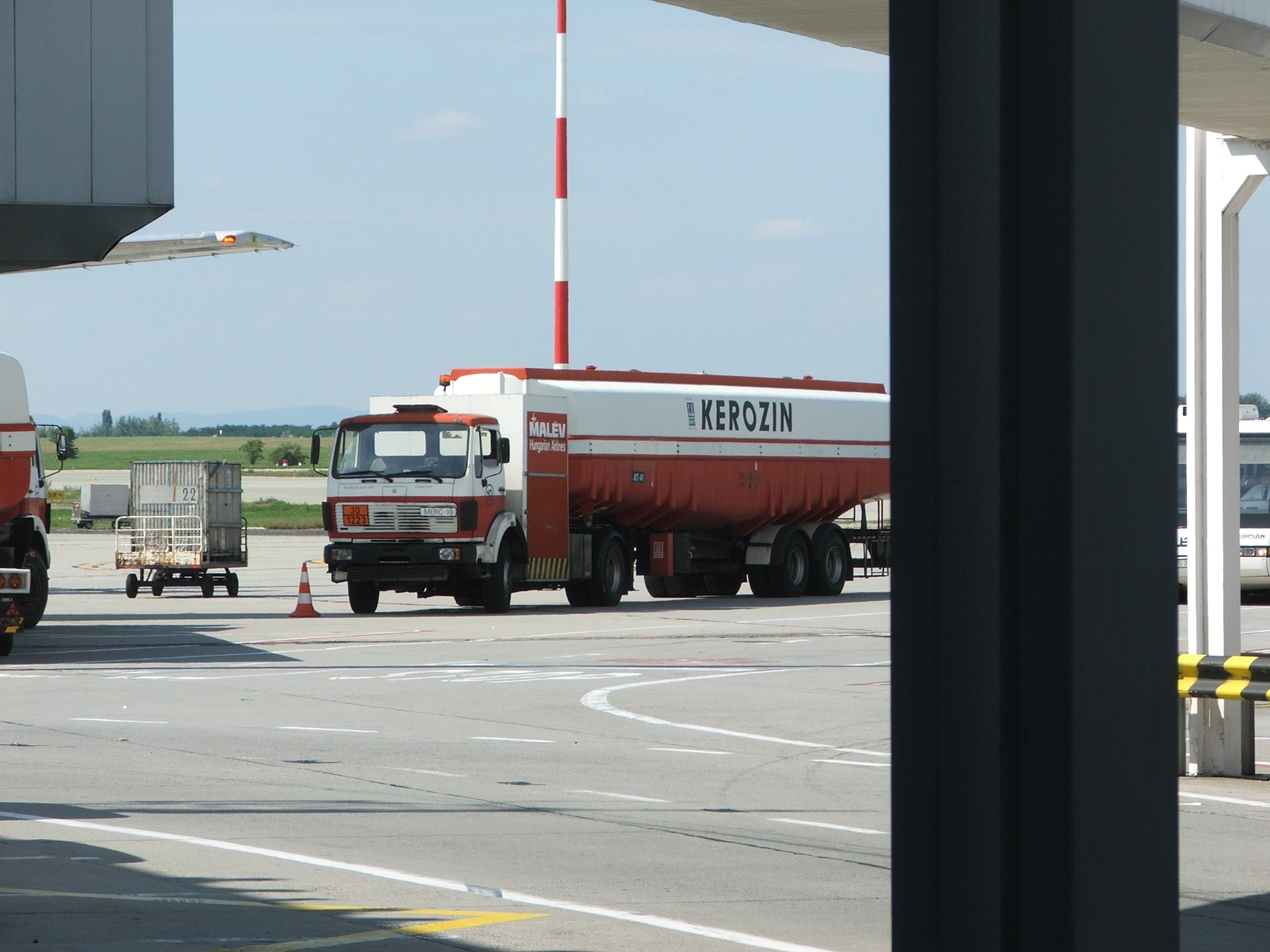
Автоцистерна в аэропорту

Международный аэропорт имени Ференца Листа (венг. Liszt Ferenc Nemzetközi Repülőtér), ранее известный как Аэропорт Ферихедь (венг. Ferihegy) (ИАТА: BUD, ИКАО: LHBP) — международный аэропорт, обслуживающий столицу Венгрии Будапешт, крупнейший из пяти международных аэропортов страны. Аэропорт обслуживает рейсы в Европу, в Азию, на Средний Восток и в Северную Америку. В 2008 году он обслужил 8,4 млн пассажиров. Аэропорт расположен в 16 км к юго-востоку от центра Будапешта.
Аэропорт принимает широкий спектр воздушных судов, включая Boeing 747, Ан-124 и Ан-225, однако основными самолётами в аэропорту являются двухдвигательные самолёты производства Airbus и Boeing, которые совершают рейсы в европейские аэропорты и несколько дальнемагистральных Boeing 767. Аэродром является запасным для самолётов, следующих в Братиславу или Вену.

## История

### Проектирование и строительство (1939—1944)
Идея строительства в Будапеште нового аэропорта возникла в 1938 году. Для строительства аэропорта был выделен участок на территории трёх административных единиц, Пештсентлёринц — Ракошхедь — Вечеш. Первоначально аэропорт планировался для использования одновременно военной, гражданской и спортивной авиацией. Для гражданской авиации отводилась северо-западная часть лётного поля, для военной — юго-западная. На строительство каждого здания проводился открытый тендер.
В декабре 1939 года по результатам состоявшегося в сентябре тендера лучшим был признан проект Кароя Давида мл. (1903—1973). Автор проекта, причисляемый к основоположникам современной венгерской архитектуры, придал зданию нового терминала форму носа большого самолёта. Строительные работы начались в 1942 году. 16-километровое скоростное шоссе, соединяющее аэропорт с центром города, было построено в 1940—1943 годах. После ряда модернизаций и расширений эта дорога и сегодня продолжает быть основным наземным путём сообщения с аэропортом.
Здания военной авиабазы возводились одновременно с гражданскими зданиями с 1940 года, но в связи с начавшейся войной строительство военной инфраструктуры проводилось ускоренными темпами. Активная эксплуатация аэропорта началась в 1943 году. В военное время строительство сооружений гражданского назначения замедлилось, а к началу 1944 года полностью заморожено. К концу Второй мировой войны большая часть готовых и недостроенных сооружений аэропорта была разрушена или сильно повреждена. В конце 1944 года Будапешт и его аэропорт были заняты советскими войсками.

### Реконструкция (1947—1950)
Решение о восстановлении аэропорта для нужд гражданской авиации было принято в 1947 году. На финансирование трёхлетнего плана строительства выделялось 40 млн форинтов. Торжественная церемония открытия восстановленного аэропорта Будапешта и передачи его в эксплуатацию авиакомпании MASZOVLET, предшественницы Malév, состоялась 7 мая 1950 года. В начале своей работы из аэропорта Будапешта выполнялись регулярные рейсы только в страны социалистического лагеря: в Прагу, Бухарест, Варшаву и Софию.
Авиакомпания Malev была учреждена 25 ноября 1954 года. Её первый регулярный рейс за пределы социалистического лагеря состоялся летом 1956 года в Вену. Первой западной авиакомпанией, совершившей рейс в Будапешт, стала KLM Royal Dutch Airlines в 1957 году. В этот период было закончено строительство терминала, а длина ВПП была увеличена до 2500 м для приёма больших самолётов. В конце 1958 года длина ВПП была увеличена до 3010 м, кроме того, была построена рулёжная дорожка D.

### 1960—1980
В 1960 году количество взлётов-посадок составило 17 133, а пассажирооборот достиг 359 338 пассажиров в год. В это время аэропорт Будапешта был единственным международным аэропортом Венгрии, география пассажирских и грузовых перевозок постоянно расширялась.
В 1965 году был разработан десятилетний план развития аэропорта, по которому осуществлялось строительство и модернизация его инфраструктуры до конца 1970-х. Результатом стало увеличение пропускной способности и появление новых объектов в аэропорту.
В 1974 году пассажирооборот аэропорта Будапешта достиг 1 млн. В связи с быстрым увеличением количества самолётов, пролетающих через Венгрию, было реализовано несколько новых проектов. В 1977 году был построен новый контрольно-диспетчерский пункт и вторая ВПП, параллельная старой, а также техническая база для обслуживания самолётов Malév. Новая ВПП длиной 3707 м была введена в эксплуатацию в сентябре 1983 года.

### Новая инфраструктура (1980—2000-е)
В 1980 году количество приземлившихся самолётов достигло 32 642, а пассажиров — 1,78 млн. Рост пассажирооборота вызвал необходимость дальнейшего развития пассажирской инфраструктуры. Было принято решение о строительстве нового терминала. Первый камень в фундамент нового терминала был заложен 16 ноября 1983 года. 1 ноября 1985 года первых пассажиров принял новый, второй пассажирский терминал, его площадь составила 24 тыс. кв. м. В новом терминале стала обслуживаться авиакомпания Malév, за которой последовали Lufthansa, Air France и Swissair. Большой перрон, стоянки самолётов как у терминала, так и удалённые, шесть телетрапов превратили воздушные ворота венгерской столицы в один из самых современных аэропортов того времени. Старый терминал стал именоваться первым терминалом и продолжал принимать самолёты иностранных авиакомпаний. Рядом с аэропортом открылся музей венгерской гражданской авиации Аэропарк.
В 1990 году было зарегистрировано более 40 тыс. взлётов-посадок, а пассажирооборот аэропорта достиг 2,5 млн человек.
Летом 1993 года Malév совершил первый трансатлантический рейс в Нью-Йорк. Развитие авиации в Венгрии не останавливалось, и в аэропорту появлялись новые усовершенствования. По прогнозам роста пассажиропотока, в новом тысячелетии двух терминалов с общей пропускной способностью в 4 млн пассажиров в год будет недостаточно. Строительство терминала 2B началось в 1997 году. Новое здание площадью более 30 тыс. м², куда были переведены иностранные авиакомпании, было введено в эксплуатацию 8 декабря 1998 года. Новый терминал 2В может принимать 3,5 млн пассажиров в год, семь стоянок самолётов находятся непосредственно рядом с терминалом и оборудованы телетрапами, кроме того, есть ещё пять удалённых стоянок.

### Приватизация аэропорта
В январе 2002 года начался новый этап в истории аэропорта Будапешта. После ликвидации Директората авиации и аэропортов появились две новые организации: HungaroControl для контроля за авианавигацией и эксплуатант аэропорта Budapest Airport Zrt.
8 декабря 2005 года 75%-ю долю участия в предприятии аэропорта Ферихедь, а также права на эксплуатацию в течение 75 лет за 464,5 млн венгерских форинтов (около 2,1 млн долларов США) приобрела BAA plc.. 6 июня 2007 года BAA уступила свою долю в аэропорту Ферихедь консорциуму немецких аэропортов HOCHTIEF AirPort (HTA).

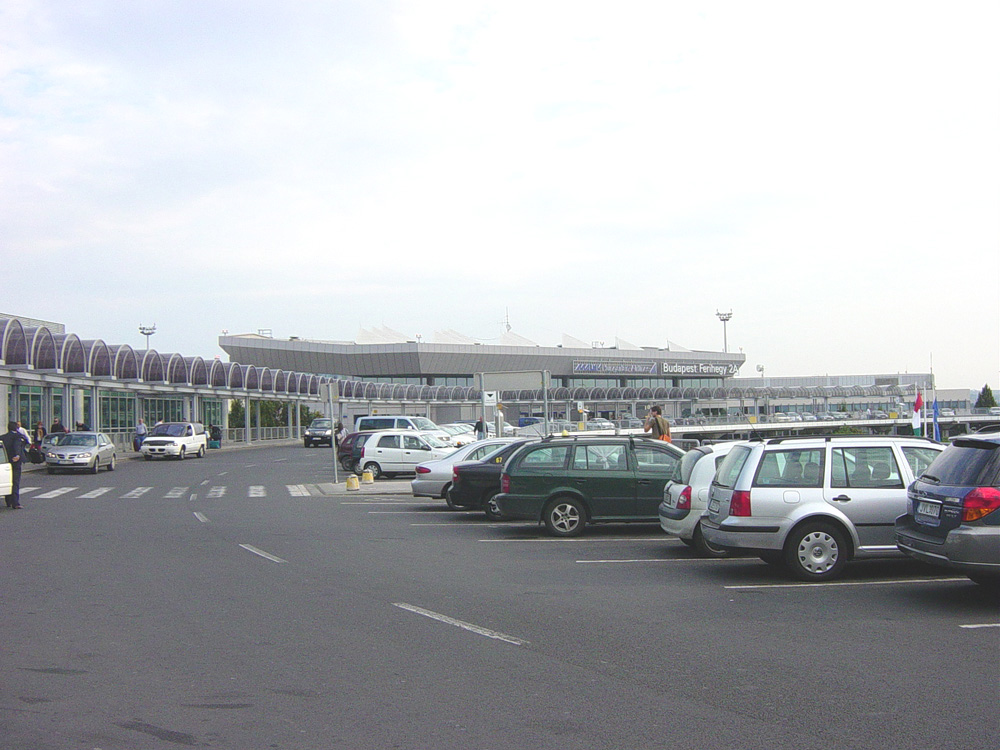
Терминал 2В

### Переименование
В 2011 году аэропорт Ферихедь был переименован в аэропорт Ференца Листа в ознаменование 200-летия композитора.

## Терминалы и назначения
В аэропорту Ференца Листа три главных терминала: 1, 2A и 2B, а также небольшой терминал для авиации общего назначения. Планируется строительство нового грузового терминала. Переход между терминалами 2A и 2B осуществляется пешком. В старый Терминал 1, который находится дальше, ходят автобусы.
30 марта 2008 года все аэропорты Венгрии вошли в Шенгенское соглашение. Все рейсы в страны Шенгена выполняются через Терминал 2A, остальные — 2B. Терминал 1 принимал лоу-кост-перевозчиков, потоки пассажиров в нём были разделены.

### Терминал 1

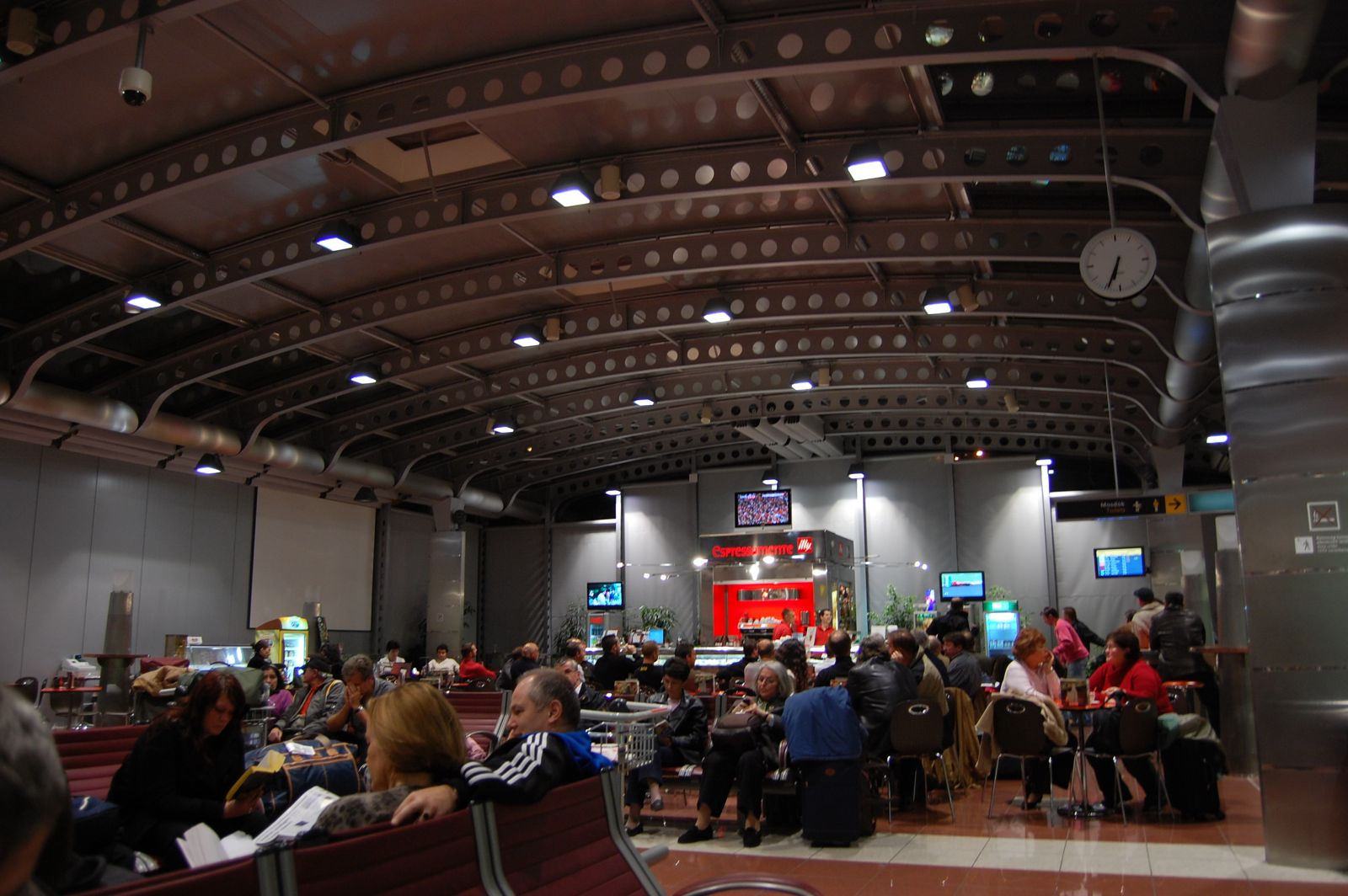
Зал вылета Терминала 1

С 1 сентября 2005 года Терминал 1 использовался лоу-кост-авиакомпаниями. Терминал был модернизирован и приведён в соответствие с современными требованиями, однако при этом его здание является одним из лучших образцов архитектурного модернизма не только в Венгрии, но и во всей Европе. Здание Терминала 1 не похоже ни на одно здание аэропорта в мире, оно построено в виде самолёта.
Зоны шенгенских и нешенгенских рейсов разделены стеклом.
- easyJet (Берлин-Шёнефельд, Дортмунд, Женева, Лондон-Гатвик, Лондон-Лутон, Париж-Орли)
- Jet2.com (Манчестер)
- Norwegian Air Shuttle (Копенгаген, Осло-Гардермон, Осло-Ригге, Стокгольм-Арланда)
- Ryanair (Бристоль, Дублин, Восточный Мидлендс, Глазго-Прествик, Ливерпуль)
- Wizz Air (Барселона, Брюссель-Шарлеруа, Эйндховен, Гётеборг-Сити, Лондон-Лутон, Мадрид, Мальмё-Стуруп, Милан-Бергамо, Неаполь, Париж-Бове, Рим-Фьюмичино, Стокгольм-Скавста, Тиргу-Муреш, Венеция-Тревизо)

С 22 мая 2012 года Терминал 1 закрыт для пассажиров и не эксплуатируется, все авиарейсы перенесены в терминалы 2A и 2B.

### Терминал 2A
Терминал 2A (первоначально Терминал 2, переименован в 1998) был открыт 1 ноября 1985 года, обслуживал рейсы Malév Hungarian Airlines, но с 30 марта 2008 года обслуживает направления в страны Шенгенского договора.
- Air Europa (Мадрид)
- Air France (Париж-Шарль де Голль)
- Air Malta (Мальта)
- Austrian Airlines (Вена)
- Brussels Airlines (Брюссель)
- Europa Air (Барселона)
- Finnair (Хельсинки)
- LOT Polish Airlines (Брюссель, Варшава, Краков)
- Lufthansa (Франкфурт, Мюнхен)
  - Lufthansa Regional оператор Eurowings (Дюссельдорф)
- Smart Wings (Прага)
- TAP Portugal (Лиссабон)

### Терминал 2B

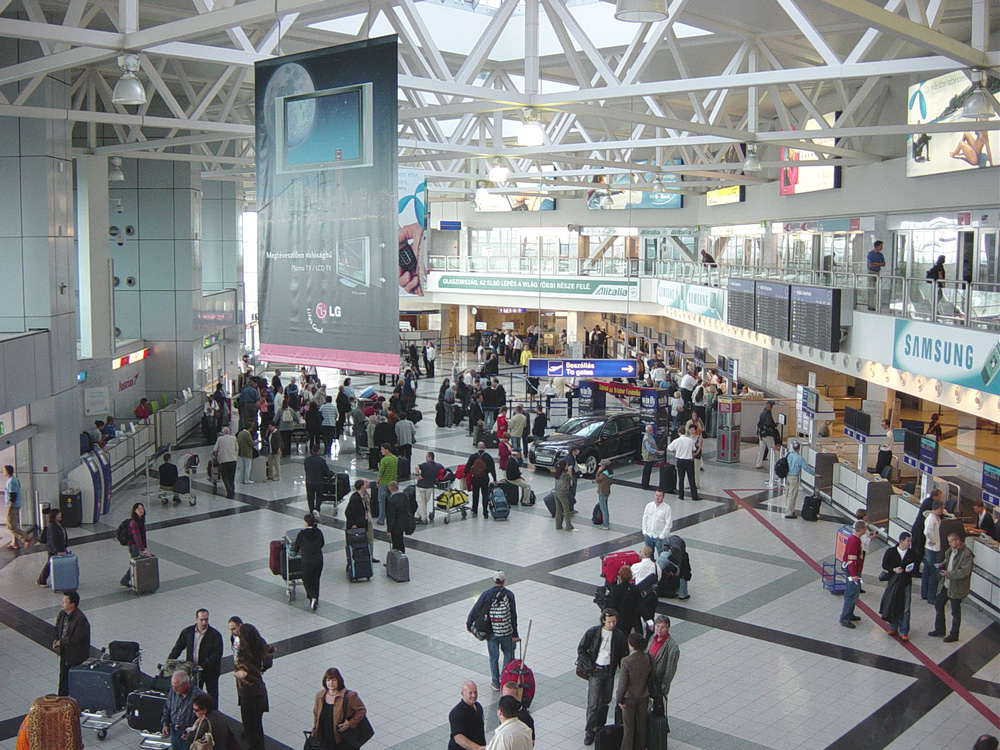
Зал вылета терминала 2B

Соединённый с терминалом 2A, он является отдельным терминалом; был открыт 8 декабря 1998 года. Обслуживает направления,  входящие и не входящие в Шенгенское соглашение.
- Aer Lingus (Дублин)
- Air Baltic (Рига)
- Air China (Пекин-Столичный)
- Аэрофлот (Москва-Шереметьево-F)
- British Airways (Лондон-Хитроу)
- Belavia (Белград, Минск) [с 16 сентября]
- China Eastern Airlines (Шанхаи-Пудон)
- EgyptAir (Каир) [до 28 марта]
  - EgyptAir Express (Каир)
- El Al (Тель-Авив)
- Emirates (Дубай)
- LOT Polish Airlines (Бухарест, Лондон-Сити, Новый-Йорк, Сеул)
- Qatar Airways (Доха)
- Royal Jordanian (Амман)
- Swiss International Air Lines
  - Swiss International Air Lines оператор Helvetic Airways (Цюрих)
  - Swiss International Air Lines оператор Swiss European Air Lines (Базель/Милюз, Генуя)
- Turkish Airlines (Стамбул-Ататюрк)
- Wizz Air (Астана, Баку, Москва-Внуково)

### Грузовые авиакомпании
- ABC-Air Hungary
- Air Bridge Cargo
- Cargolux
- European Air Transport (DHL)
- Farnair Hungary
- FedEx Express
- TNT Airways
- UPS Airlines
- MNG airlines

## Статистика
| | Пассажиропоток | Изменения | Рейсы   | Изменения | Грузопоток (тонн) | Изменения |
| --- | -------------- | --------- | ------- | --------- | ----------------- | --------- |
| 2005 | 8 049 091      | ▲ 24,9 %  | 126 359 | ▲ 13,1 %  | 55 519            | ▲ 08,2 %  |
| 2006 | 8 248 650      | ▲ 02,4 %  | 126 947 | ▲ 00,5 %  | 65 151            | ▲ 17,3 %  |
| 2007 | 8 584 071      | ▲ 04,0 %  | 124 298 | ▼ 02,1 %  | 68 144            | ▲ 04,6 %  |
| 2008 | 8 443 053      | ▼ 01,6 %  | 117 876 | ▼ 05,2 %  | 73 155            | ▲ 07,3 %  |
| 2009 | 8 084 312      | ▼ 04,1 %  | 109 811 | ▼ 06,8 %  | 54 355            | ▼ 013,3 % |
| 2010 | 8 179 406      | ▲ 01,2 %  | 105 507 | ▼ 03,9 %  | 65 515            | ▲ 020,5 % |
| 2011 | 8 911 273      | ▲ 09,0 %  | 109 949 | ▲ 04,2 %  | 106 595           | ▲ 029,0 % |
| 2012 | 8 493 569      | ▼ 04,7 %  | 87 560  | ▼ 020,4 % | 93 125            | ▼ 012,6 % |
| 2013 | 8 510 896      | ▲ 00,2 %  | 83 830  | ▼ 04,3 %  | 92 112            | ▼ 01,1 %  |
| 2014 | 9 146 723      | ▲ 07,5 %  | 86 682  | ▲ 03,4 %  | 89 987            | ▼ 02,3 %  |
| 2015 | 10 289 180     | ▲ 012,5 % | 92 294  | ▲ 06,5 %  | 91 421            | ▲ 01,6 %  |
| 2016 | 11 441 999     | ▲ 011,1 % | 96 141  | ▲ 04,3 %  | 112 142           | ▲ 022,7 % |
| 2017 | 13 097 239     | ▲ 014,5 % | 102 747 | ▲ 06,4 %  | 127 145           | ▲ 011,8 % |
| 2018 | 14 867 491     | ▲ 013,5 % | 115 028 | ▲ 012,0 % | 146 113           | ▲ 015,2 % |
| 2019 | 16 173 489     | ▲ 08,8 %  | 122 814 | ▲ 06,7 %  | 135 521           | ▼ 07,2 %  |
| 2020 | 3 665 317      | ▼ 069,6 % | 48 196  | ▼ 060,8 % | 134 459           | ▼ 00,8 %  |
| 2021 | 4 622 882      | ▲ 026,1 % | 55 197  | ▲ 012,5 % | 183 362           | ▲ 036,4 % |
| Источник: Международный совет аэропортов. Доклады о движении в аэропортах мира (2005, 2006, 2007, 2008, 2009, 2010, 2011, 2012, 2013,, 2014, 2015, 2016, 2017, 2018) |                |           |         |           |                   |           |

|                        |
| Обновлено: 24 мая 2022 |

## Транспорт

### Железная дорога
Венгерские государственные железные дороги MAV обеспечивают регулярные перевозки пассажиров между Терминалом 1 и Западным вокзалом в Будапеште. Время в пути составляет около 25 минут, периодичность — 2-3 рейса в час. От Терминала 1 до терминалов 2А и 2В можно доехать на автобусе.

### Автобусы, микроавтобусы, шаттлы
С периодичностью 8-10 минут в центр города отправляется автобус 200E. Автобусы от аэропорта идут к станции метрополитена Кёбанья-Кишпешт.
От аэропорта в центр города также отправляются автобусы и 11-местные микроавтобусы.
Автобусы-шаттлы Wizz Air курсируют между центром города и Терминалом 1.